# Špion, který mě poučil
Špion, který mě poučil (v anglickém originále The Spy Who Learned Me) je 20. díl 23. řady (celkem 506.) amerického animovaného seriálu Simpsonovi. Scénář napsal Marc Wilmore a díl režíroval Bob Anderson. V USA měl premiéru dne 6. května 2012 na stanici Fox Broadcasting Company a v Česku byl poprvé vysílán 23. srpna 2012 na stanici Prima Cool.

## Děj
Na večerním rande vezme Homer Marge na akční film s legendární fiktivní postavou špiona Stradivaria Caina, ale Homer si během filmu svými nekonečnými vtipnými výkřiky vyslouží od Marge stejné opovržení jako od Lennyho a Carla. Marge dá druhý den ráno jasně najevo, že je na Homera stále naštvaná, a on se nakonec cítí v práci smutný. Brzy se cítí ještě hůř, a to poté, co pan Burns omylem najede do žebříku, který Homer používal k opravě světel, a Homer nakonec utrpí vážný otřes mozku. Pan Burns neochotně souhlasí s obavami Smitherse (morálními) a svého právníka (právními) a dá Homerovi osm týdnů placeného volna. Když se však Homer vrátí domů, Marge se k jeho znechucení přidá nespokojenost Barta, Lízy a dědečka s jinými věcmi, a tak se Homer rozhodne své placené volno utajit. Předstírá, že chodí denně do práce, a zpočátku se dobře baví, ale brzy se vrátí k melancholii nad špatným stavem věcí s Marge. Pak je ohromen, když se mu zjeví Cain jako imaginární přítel, který Homera poučí, jak být pro Marge neodolatelný, počínaje lekcí sebevědomí v místní restauraci, která končí Homerovým vítězstvím nad půvabnou manželkou rozzlobeného drogového bosse Montanou, jenž přísahá pomstu. Marge se od Lennyho dozví, že Homer má volno, a posléze se na něj rozzuří, jenže Homer její hněv zcela zažehná tím, že poslechne Cainovu radu a řekne Marge pravdu (že lhal o tom, že šel do práce, a využil čas, aby se naučil být lepším manželem). Když se vydají na noční tancovačku, Montana je spatří a hodlá Homera zabít, ale Homer použije hlášku o krásných očích, která vede k tomu, že mu odpustí. Marge se pak Homera svůdně zeptá, kolik má ještě dovolené, ale Homer se ušklíbne, že mu placená dovolená skončila minulý týden a že musí jen počkat na telefonát z personálního oddělení. 
Mezitím nová politika skenování chytrých telefonů na Springfieldské základní škole přivede Nelsona k vydírání penězi za obědy na novou úroveň a přiměje Barta k plánu pomsty. Když se podívá na mučivý dokument Declana Desmonda o pochybných obchodech a neetických stravovacích praktikách Krusty Burgeru, uvědomí si, že jíst jen Krustyho fastfood bude pro Nelsona dost špatné, a dá mu zdarma kuponovou knížku, která vede k tomu, že Nelson strašlivě ztloustne a nezdravě se stravuje. Líza pak vezme Nelsona, aby mu u Krustyho ukázala jeho strašný osud, a tak Krusty nabídne Nelsonovi volný čas u svého osobního trenéra. Nelson skončí ve skvělé kondici a je připraven zmlátit ještě víc šprtů než kdy dřív, ale Líza poznamená, že „na šprty je tvrdý, ale na oči příjemný“, zatímco Bart na ni nevěřícně zírá.

## Přijetí
Ve Spojených státech díl během premiéry sledovalo 4,84 milionu diváků.
Rowan Kaiser z The A.V. Clubu udělil epizodě známku B+ a prohlásil: „Špion, který mě poučil funguje a funguje dobře. Způsob, jakým Homer otravuje Marge, tím, že dělá příšerné vtipy během příšerného filmu a nechává na sebe přitom házet vajíčka od Lennyho a Carla, je dobrá zábava. Seriál tak může dělat dvě věci, které mu vždycky šly nejlépe: příšerné slovní hříčky a filmové parodie.“.
Patrick D. Gaertner ze serveru Puzzled Pagan napsal: „U tohoto dílu jsem se hodně bavil. Má některé znaky epizod, které mě vytáčejí, jako je absurdní hádka Homera a Marge, která okamžitě rozvrátí jejich manželství, ale podivný aspekt Stradivaria Caina stačí k tomu, abych si je znovu získal. Cain je velmi praštěná postava a líbí se mi myšlenka, že se Homer stýká s namyšleným tajným agentem, aby se stal lepším manželem, i když je agent jen výplodem jeho otřesené mysli. Celá béčková zápletka je dost slabá a trochu mě rozptylovala, kdykoli se objevila, ale celkově to byla zábavná epizoda.“.